# Comuna Pericei, Sălaj
Pericei (în maghiară: Szilágyperecsen) este o comună în județul Sălaj, Transilvania, România, formată din satele Bădăcin, Pericei (reședința), Periceiu Mic și Sici.
Atestare documentară: 1259 terra Perchen.

## Demografie
Componența etnică a comunei Pericei
     Maghiari (56,25%)
     Români (30,74%)
     Romi (7,46%)
     Alte etnii (0%)
     Necunoscută (5,55%)
Componența confesională a comunei Pericei
     Reformați (46,07%)
     Ortodocși (29,83%)
     Baptiști (11,81%)
     Greco-catolici (3,29%)
     Alte religii (1,97%)
     Necunoscută (7,03%)
Conform recensământului efectuat în 2021, populația comunei Pericei se ridică la 3.497 de locuitori, în scădere față de recensământul anterior din 2011, când fuseseră înregistrați 3.768 de locuitori. Majoritatea locuitorilor sunt maghiari (56,25%), cu minorități de români (30,74%) și romi (7,46%), iar pentru 5,55% nu se cunoaște apartenența etnică. Din punct de vedere confesional, cei mai mulți locuitori sunt reformați (46,07%), cu minorități de ortodocși (29,83%), baptiști (11,81%) și greco-catolici (3,29%), iar pentru 7,03% nu se cunoaște apartenența confesională.

## Politică și administrație
Comuna Pericei este administrată de un primar și un consiliu local compus din 13 consilieri. Primarul, Csaba Boncidai[*], de la Uniunea Democrată Maghiară din România, este în funcție din 1996. Începând cu alegerile locale din 2024, consiliul local are următoarea componență pe partide politice:
|  | Partid                                 | Consilieri | Componența Consiliului | Componența Consiliului | Componența Consiliului | Componența Consiliului | Componența Consiliului | Componența Consiliului | Componența Consiliului | Componența Consiliului | Componența Consiliului |
|  | -------------------------------------- | ---------- | ---------------------- | ---------------------- | ---------------------- | ---------------------- | ---------------------- | ---------------------- | ---------------------- | ---------------------- | ---------------------- |
|  | Uniunea Democrată Maghiară din România | 9          |                        |                        |                        |                        |                        |                        |                        |                        |                        |
|  | Partidul Național Liberal              | 2          |                        |                        |                        |                        |                        |                        |                        |                        |                        |
|  | Partidul Social Democrat               | 2          |                        |                        |                        |                        |                        |                        |                        |                        |                        |

## Monumente
- Biserica de zid „Schimbarea la Față”, satul Bădăcin, construcție din anul 1705
- Casa memorială „Iuliu Maniu”, satul Bădăcin, construcție din anul 1865
- Situl arheologic de la Pericei
- Monumentul Cepei - în curtea școlii[9]

## Personalități născute aici
- Iuliu Maniu (1873 - 1953), politician, membru de onoare al Academiei Române;
- Ioan Alexi (1801 - 1863), episcop, filolog;
- Ileana Domuța Mastan (n. 1947), cântăreață de muzică populară.
- Boér Miklós ( n. 10 ian. 1857 - m. 20 febr. 1905) scriitor, pedagog[10]
- Sándor Kulcsár (n. 1965), fotbalist.